# Francesco Laudadio
Pour les articles homonymes, voir Laudadio.
Francesco Laudadio, né le 2 janvier 1950 à Mola di Bari dans la province de Bari dans les Pouilles et mort le 6 avril 2005 à Bologne dans la province du même nom en Émilie-Romagne, est un réalisateur, un scénariste et un romancier italien. Il est le frère du réalisateur et scénariste Felice Laudadio.

## Biographie
Frère de l'écrivain Felice Laudadio, Francesco Laudadio débute comme assistant réalisateur pour Ettore Scola, Pasquale Squitieri, Gianni Serra (it) et surtout Mario Monicelli qu'il assiste sur cinq productions.
Il passe à la réalisation seul en 1982 avec la comédie noire Grog. Présenté en compétition lors de la Mostra de Venise 1982, ce film permet à Laudadio d'obtenir le David di Donatello du meilleur réalisateur débutant l'année suivante. Il participe en 1984 à la réalisation d'un documentaire collectif sur l'homme politique italien Enrico Berlinguer. Il réalise la même année la comédie Fatto su misura. Dans Topo Galileo sortit en 1987, il offre à l'humoriste Beppe Grillo l'un de ses rares rôles au cinéma. 
En 1991, il réalise le film La Riffa, une comédie noire inspirée par le sketch La Loterie du film Boccace 70 et dont le rôle principal était jouée par Sophia Loren. Faible succès à sa sortie, ce film reste célèbre pour être le premier grand rôle de Monica Bellucci au cinéma. Il se consacre ensuite à l'écriture de scénario et travaille pour la télévision. Il réalise deux téléfilms et une série télévisée à la fin des années 1990. En 2004, il revient au cinéma et tourne le drame sentimental Signora qui est son dernier film.
Malade, il meurt prématurément à l'âge de 55 ans. Son frère fonde en 2009 le Bari International Film Festival et nomme l'un des prix remis chaque année en son hommage.

## Filmographie

### Comme réalisateur

#### Au cinéma
- 1982 : Grog
- 1984 : L'addio a Enrico Berlinguer (documentaire collectif)
- 1984 : Fatto su misura (it)
- 1987 : Topo Galileo
- 1991 : La riffa
- 1992 : Persone perbene (it)
- 1996 : Exercices de style (Esercizi di stile), épisode Un addio nel West
- 2004 : Signora (it)

#### À la télévision
- 1996 : L'ultimo concerto
- 1997 : Il mastino (avec Ugo Fabrizio Giordani)
- 2001 : Inviati speciali

### Comme scénariste

#### Au cinéma
- 1991 : La riffa
- 1992 : Persone perbene (it)
- 2004 : Signora (it)

#### À la télévision
- 1996 : L'ultimo concerto

### Roman
- Scrivano Ingannamorte (2007)

## Prix et distinctions
- David di Donatello du meilleur réalisateur débutant en 1983 pour Grog.
- Nomination au Ruban d'argent du meilleur nouveau réalisateur en 1983 pour Grog.

## Source
- Roberto Frini, Monica Bellucci, Paris, Gremese, coll. « Cinéma », 2006, 95 p. (ISBN 978-88-7301-618-2, lire en ligne), p. 15-16.